# Guardianes de la Galaxia (Marvel Comics)
Los originales Guardianes de la Galaxia son un equipo de superhéroes que aparece en cómics estadounidenses publicados por Marvel Comics. Los Guardianes aparecen por primera vez en Marvel Super-Heroes # 18 (enero de 1969). La lista inicial estaba formada por Vance Astro, Martinex T'Naga, Capitán Charlie-27 y Yondu Udonta. Los miembros posteriores incluyeron a Stakar Ogord, Aleta Ogord y Nikki.

## Historia de la publicación
Roy Thomas contó,

'Guardianes de la Galaxia 'comenzó como una idea mía: sobre súper guerrilleros que luchaban contra los rusos y los chinos rojos que se habían hecho cargo y dividido a los EE. Obtuve una especie de aprobación general de [editor en jefe] Stan [Lee] (creo), y le di la idea a Arnold Drake, ya que no tenía tiempo para Escríbelo e investigalo. Arnold fue a una conferencia con Stan, y Stan (tal vez Arnold, también) decidió cambiarlo a una situación interplanetaria. Todos los personajes y situaciones en Guardianes fueron creados por Arnold y / o Stan.

El equipo apareció por primera vez en el título de reimpresión parcial Marvel Super-Heroes con el número 18 (enero de 1969), escrito por Arnold Drake y escrito por Gene Colan. A pesar de las fuertes ventas sobre este tema, los Guardianes de la Galaxia no volverán a aparecer por más de cinco años, en Marvel Two-In-One # 4–5 (julio-septiembre de 1974). Al escritor de la historia, Steve Gerber, le gustó el equipo lo suficiente como para usarlos nuevamente en Giant Size Defenders # 5 y Defenders # 26–29 (de julio a noviembre de 1975). En cada caso, otros héroes como el Capitán América, la Cosa, y los Defensores los ayudan en su guerra contra el extranjero Badoon, lo que exige el uso liberal del viaje en el tiempo en estas historias.
Los Guardianes finalmente recibieron su propia serie, Marvel Presents, comenzando con el número 3 (febrero de 1976). Steve Gerber, aún manejando las tareas de escritura, reflexionó: "La mayoría de las historias que escribía estaban programadas en el presente. Quería hacer algo que combinara los elementos estándar de superhéroes con algo un poco diferente, para poder darle un toque a mi imaginación. jugamos un poco más. Hicimos que Dave Cockrum rediseñara el vestuario, creamos una nueva nave para que pilotaran, y revisamos la premisa de la tira, para que ya no lucharan contra el Badoon en la Tierra, y los enviamos entre las estrellas. Gerber dejó la serie después de siete ediciones, dejando a Roger Stern para hacerse cargo de Marvel Presents # 10. La serie se canceló poco después debido a las malas ventas, y la edición final fue # 12 (agosto de 1977). Esto fue seguido por una serie de apariciones en Thor Annual # 6 (1977), The Avengers # 167–177 (enero-noviembre de 1978) y # 181 (marzo de 1979), Ms. Marvel # 23, Marvel Team -Up # 86 (octubre de 1979), y Marvel Two-in-One # 61–63 & # 69 (noviembre de 1980). Marvel Two-in-One # 69 cambió drásticamente la historia de los Guardianes de la Galaxia; Debido a los cambios realizados en el pasado de uno de los miembros, el futuro del que provienen los Guardianes de la Galaxia y el Universo Marvel principal están permanentemente separados, convirtiéndose en líneas de tiempo alternas entre sí. Después de esto, los Guardianes de la Galaxia estuvieron ausentes de las historias publicadas durante más de una década.
En 1989, el editor en jefe de Marvel, Tom DeFalco, decidió revivir a los Guardianes de la Galaxia con el fin de sacar provecho de la creciente popularidad de la serie de televisión Star Trek: The Next Generation. DeFalco elaboró un concepto de serie utilizando un nuevo equipo de Guardianes, pero cuando vio una propuesta de serie para el equipo original en el que Jim Valentino había estado trabajando al mismo tiempo, iluminó la idea de Valentino. El primer cómic homónimo de The Guardians se lanzó en junio de 1990 y se publicó en 62 números. Esta serie fue escrita e ilustrada inicialmente por Valentino, quien deliberadamente le dio una sensación de "diversión" orientada a la acción que se destacaba de los cómicos típicos "sombríos" de los años noventa.Aunque Valentino había trazado la serie por delante en cuanto al número 50, su carrera se vio interrumpida cuando cofundó Image Comics. Al asumir dos nuevas series y la fundación de una compañía de publicaciones, Valentino le preguntó al editor Craig Anderson si podía cambiar a solo escribir Guardians of the Galaxy, y en respuesta Anderson lo despidió de la serie.
Con el número 29 (octubre de 1992), Michael Gallagher comenzó a escribir el título y continuó hasta su cancelación con el número 62 (julio de 1995). Según Kevin West, quien se convirtió en el dibujante del número 30 (noviembre de 1992), él y Gallagher trabajaron juntos en la serie, empleando el método de creación Marvel, y pronto se hicieron buenos amigos. Una miniserie de cuatro números, Galactic Guardians (julio-octubre de 1994), también de Gallagher y West, apareció durante este tiempo. West explicó por qué no dibujó el último número de Guardians of the Galaxy: "Cuando supe que estábamos ganando el gancho, naturalmente empecé a buscar un nuevo trabajo. Terminé en Malibú. Hubo una demora en la finalización del complot de los Guardianes, así que para cuando lo obtuve, tuve que aprobar porque tenía un plazo de Malibu que cumplir. Arrgh. A pesar de los problemas menores que tuve, disfruté mucho trabajando en la serie."
Un segundo volumen fue publicado en mayo de 2008, escrito por Dan Abnett y Andy Lanning. El título, establecido en una línea de tiempo diferente, presenta un nuevo equipo, extraído de los participantes en la historia de Annihilation: Conquest. El equipo de 1969 hizo apariciones como invitado en los puntos 12–17 y 25.
Una nueva serie en curso protagonizada por los Guardianes originales, titulada Guardians 3000 y escrita por Abnett, se lanzó en 2014.

## Biografía del grupo
Los Guardianes de la Galaxia originales, era un equipo de superhéroes galácticos que operaban en el lejano siglo XXXI, en una línea de tiempo alternativa del Universo Marvel denominada Tierra-691. Los miembros originales del equipo incluían a Mayor Vance Astro, un astronauta terrícola del siglo XX que pasó mil años viajando en animación suspendida para poder llegar hasta Alfa Centauri. Él es también homólogo en el futuro del universo alternativo de Vance Astrovik, el héroe conocido como Justice.
Otros miembros del equipo originales son: Martinex T'Naga, un alienígena con forma cristalina originario de Plutón; el Capitán Charlie-27, un soldado del planeta Júpiter, y Yondu Udonta, ser de piel azul "salvaje" del planeta Centauri-IV (el cuarto planeta que orbita la estrella Alfa Centauri B). Cada uno de ellos es al parecer el último de su especie y se ven obligados a unirse en un equipo contra las acciones de los Badoon, una raza alienígena que intenta conquistar la Tierra, en el sistema solar.
Durante el lapso de la guerra contra los Badoon, el equipo recluta a dos miembros más a Halcón Estelar y Nikki (creados por el escritor Steve Gerber y el artista Sal Buscema) y viajan atrás en el tiempo, donde se encuentran con varios de los héroes de la Tierra del siglo XX, incluyendo al Capitán América y The Thing.
Los Guardianes finalmente derrotaron a los Badoon, pero pronto se encuentran frente a un nuevo enemigo llamado Korvac, que era en realidad una creación de los Badoon. Luego de formar equipo con el Dios del Trueno Thor para derrotar Korvac en el siglo XXXI, los Guardianes pronto persiguieron a Korvac hasta la Tierra del siglo XX, donde junto a los Vengadores lucharían en una épica batalla final.
Los Guardianes reaparecerían años más tarde y tendrían una serie de aventuras en su futuro, con otros aliados, finalmente, se unirían a los Guardianes, como el Inhumano Talon, Replica el Skrull, y la segunda versión de Yellowjacket, Rita DeMara.
Queriendo expandir los Guardianes como un equipo organizado múltiple, Martinex finalmente dejaría al equipo para buscar nuevos miembros para una segunda unidad, apodado como los Guardianes Galácticos.

### Conexión con los Guardianes de la Galaxia "modernos"
Durante su segunda misión, el equipo que se convertiría en la encarnación Tierra-616 de los Guardianes descubrirá un tiempo desplazado por Vance Astro en un bloque de hielo que flota en el espacio. Es su presentación como "Major Victory de los Guardianes de la Galaxia" lo que inspira al equipo a tomar el nombre. En el n. ° 7 y n. ° 16 de la serie, se reveló que un gran "error" en la actualidad ha causado la destrucción del futuro: Starhawk intenta constantemente evitarlo mediante un viaje en el tiempo, causando que el futuro (y los Guardianes) sea alterado. Solo Starhawk, que se cambia con cada reinicio pero que es consciente de los cambios, advierte que, a pesar de los cambios, cada ciclo sigue terminando en un cataclismo. En # 17, el universo de los Guardianes, y solo una pequeña porción no se destruyó. Los Guardianes enviaron una advertencia al día de hoy, aunque a costa del fin de su propio universo.
El moderno Vance Astro actual de los Guardianes reveló que ha sido la gran victoria de uno de estos futuros alterados, en lugar de la línea temporal original. Un segundo potencial Vance Astro aparecería en el #17.
En el #18, una tercera versión del futuro de los Guardianes aparecería, esta vez comandado por Killraven luchando contra de los marcianos.

## Otros medios

### Cine
- Varios miembros del equipo original de Guardianes de la Galaxia se presentan en la película Guardianes de la Galaxia vol. 2 (2017), incluyendo Michael Rooker como Yondu Udonta (quien también estuvo en la primera película), Sylvester Stallone como Stakar Ogord, Michael Rosenbaum como Martinex T'Naga, Ving Rhames como Charlie-27, Michelle Yeoh como Aleta Ogord, Krugarr y una Miley Cyrus no acreditada como la voz de Mainframe. Se revela que son un grupo interestelar de ladrones, contrabandistas y piratas conocidos como los Ravagers. Los Ravagers se dividen en grupos que siguen un código fuerte y una ética de trabajo. Yondu rompió el código al transportar niños a Ego sin darse cuenta de su mala intención. Al enterarse de la verdad, salvó a Peter Quill de la misma suerte. Sin embargo, sus acciones dieron lugar a que Stakar exiliara a la facción de Yondu del resto de los Ravagers. En el clímax de la película, Yondu se sacrifica para salvar a Quill, ganándose el respeto del resto de los Ravagers y convenciéndolos para que vuelvan a estar juntos y formen su propio equipo.[11][12]
- Stallone y Rosenbaum repiten sus papeles como Stakar y Martinex en Guardianes de la Galaxia vol. 3 (2023), con Tara Strong asumiendo el papel de Mainframe de Cyrus y Rooker apareciendo en un breve cameo como Yondu debido a la muerte del personaje en Vol. 2.

### Videojuego
- Los Guardianes originales aparecen como personajes jugables en un paquete de DLC para Lego Marvel Super Heroes 2 llamado Classic Guardians of the Galaxy.

## Publicación de los cómics
- En febrero de 1992, una publicación comercial rústica fue lanzado y titulado Guardianes de la Galaxia: Quest for the Shield (ISBN 0-87135-879-4) con reimpresión de Guardianes de la Galaxia con las ediciones # 1 al 6.
- Guardianes de la Galaxia: Earth Shall Overcome (ISBN 978-0-7851-3786-3): Recopilación de Marvel Superhéroes #18, Marvel-Two-in-One #4 y 5, Giant-Size Defensders #5, y los Defenders de # 26 al 29. Lanzado en abril de 2009.
- Guardianes de la Galaxia: El Poder de Starhawk (ISBN 978-0-7851-3788-7): Recopilación de Marvel Presents #3 al 12. Lanzado en julio de 2009.
- Guardianes de la Galaxia: Tomorrow Avengers vol. 1 (ISBN desde 978 hasta 0785166870): Recopilado Marvel Super Heroes #18, Marvel Two-In-One # 4-5, Giant-Size Defenders #5, Defenders #26-29,Marvel Presents 3# al 12.
- Guardianes de la Galaxia: Tomorrow Avengers vol. 2 (ISBN 978-0-7851-6755-6): Recopila Thor Annual #6; Avengers #167-168, 170-177, 181; Miss Marvel #23; Marvel Team-Up #86; Marvel Two-In-One #61-63, 'y '69.